# Делимость
Дели́мость — одно из основных понятий арифметики и теории чисел, связанное с операцией деления. С точки зрения теории множеств, делимость целых чисел является отношением, определённым на множестве целых чисел.

## Определение
Если для некоторого целого числа {\displaystyle a} и целого числа {\displaystyle b} существует такое целое число {\displaystyle q}, что {\displaystyle bq=a,} то говорят, что число {\displaystyle a} делится нацело на {\displaystyle b} или что {\displaystyle b} делит {\displaystyle a.}
При этом число {\displaystyle b} называется делителем числа {\displaystyle a}, делимое {\displaystyle a} будет кратным числа {\displaystyle b}, а число {\displaystyle q} называется частным от деления {\displaystyle a} на {\displaystyle b}.
Хотя свойство делимости определено на всём множестве целых чисел, обычно рассматривается лишь делимость натуральных чисел. В частности, функция количества делителей натурального числа подсчитывает лишь его положительные делители.

### Обозначения
- {\displaystyle a\,\vdots \,b} означает[1], что {\displaystyle a} делится на {\displaystyle b}, или что число {\displaystyle a} кратно числу {\displaystyle b}.

- {\displaystyle b\mid a} означает, что {\displaystyle b} делит {\displaystyle a}, или, что то же самое: {\displaystyle b} — делитель {\displaystyle a}.

## Связанные определения
- У каждого натурального числа, большего единицы, имеются по крайней мере два натуральных делителя: единица и само это число. При этом натуральные числа, имеющие ровно два делителя, называются простыми, а имеющие больше двух делителей — составными. Единица имеет ровно один делитель и не является ни простым, ни составным.
- У каждого натурального числа, большего {\displaystyle 1}, есть хотя бы один простой делитель.
- Собственным делителем числа называется всякий его делитель, отличный от самого числа. У простых чисел существует ровно один собственный делитель — единица.
- Используется также понятие тривиальных делителей: это само число и единица. Таким образом, простое число может быть определено как число, не имеющее никаких делителей, помимо тривиальных.
- Вне зависимости от делимости целого числа {\displaystyle a} на целое число {\displaystyle b\neq 0}, число {\displaystyle a} всегда можно разделить на {\displaystyle b} с остатком, то есть представить в виде:
{\displaystyle a=b\,q+r,} где {\displaystyle 0\leqslant r<|b|}.

В этом соотношении число {\displaystyle q} называется неполным частным, а число {\displaystyle r} — остатком от деления {\displaystyle a} на {\displaystyle b}. Как частное, так и остаток определяются однозначно.
Число {\displaystyle a} делится нацело на {\displaystyle b} тогда и только тогда, когда остаток от деления {\displaystyle a} на {\displaystyle b} равен нулю.
- Всякое число, делящее как {\displaystyle a}, так и {\displaystyle b}, называется их общим делителем; максимальное из таких чисел называется наибольшим общим делителем. У всякой пары целых чисел есть по крайней мере два общих делителя: {\displaystyle +1} и {\displaystyle -1}. Если других общих делителей нет, то эти числа называются взаимно простыми.
- Два целых числа {\displaystyle a} и {\displaystyle b} называются равноделимыми на целое число {\displaystyle m}, если либо и {\displaystyle a}, и {\displaystyle b} делится на {\displaystyle m}, либо ни {\displaystyle a}, ни {\displaystyle b} не делится на него.
- Говорят, что число {\displaystyle a} кратно числу {\displaystyle b}, если {\displaystyle a} делится на {\displaystyle b} без остатка. Если число {\displaystyle c} делится без остатка на числа {\displaystyle a} и {\displaystyle b}, то оно называется их общим кратным. Наименьшее такое натуральное {\displaystyle c} называется наименьшим общим кратным чисел {\displaystyle a} и {\displaystyle b}.

## Свойства
Замечание: во всех формулах этого раздела предполагается, что {\displaystyle a,\,b,\,c} — целые числа.
- Любое целое число является делителем нуля:

{\displaystyle 0\,\vdots \,a,}
и частное (при {\displaystyle a\neq 0}) равно нулю.
- Любое целое число делится на единицу:

{\displaystyle a\,\vdots \,1.}
- На ноль делится только ноль:

{\displaystyle a\,\vdots \,0\quad \Rightarrow \quad a=0},
причём частное в этом случае не определено.
- Единица делится только на единицу:

{\displaystyle 1\,\vdots \,a\quad \Rightarrow \quad a=\pm 1.}
- Для любого целого числа {\displaystyle a\neq 0} найдётся такое целое число {\displaystyle b\neq a,} для которого {\displaystyle b\,\vdots \,a.}

- Если {\displaystyle a\,\vdots \,b} и {\displaystyle \left|b\right|>\left|a\right|,} то {\displaystyle a\,=\,0.} Отсюда же следует, что если {\displaystyle a\,\vdots \,b} и {\displaystyle a\neq 0} то {\displaystyle \left|a\right|\geqslant \left|b\right|.}

- Для того чтобы {\displaystyle a\,\vdots \,b} необходимо и достаточно, чтобы {\displaystyle \left|a\right|\vdots \left|b\right|.}

- Если {\displaystyle a_{1}\,\vdots \,b,\,a_{2}\,\vdots \,b,\,\dots ,\,a_{n}\,\vdots \,b,} то {\displaystyle \left(a_{1}+a_{2}+\dots +a_{n}\right)\,\vdots \,b.}

- Отношение делимости натуральных чисел является отношением нестрогого порядка и, в частности, оно:
  - рефлексивно, то есть любое целое число делится на себя же: {\displaystyle \quad a\,\vdots \,a.}
  - транзитивно, то есть если {\displaystyle a\,\vdots \,b} и {\displaystyle b\,\vdots \,c,} то {\displaystyle a\,\vdots \,c.}
  - антисимметрично, то есть если {\displaystyle a\,\vdots \,b} и {\displaystyle b\,\vdots \,a,} то {\displaystyle a\,=\,b.}

В системе целых чисел выполняются только первые два из этих трёх свойств; например, {\displaystyle 2\,\vdots -2} и {\displaystyle -2\,\vdots \,2,} но {\displaystyle 2\neq -2}. То есть отношение делимости целых чисел является только лишь предпорядком.

## Число делителей
Число положительных делителей натурального числа {\displaystyle n,} обычно обозначаемое {\displaystyle \tau (n),} является мультипликативной функцией, для неё верна асимптотическая формула Дирихле:
{\displaystyle \sum _{n=1}^{N}\tau (n)=N\ln N+(2\,\gamma -1)N+O\left(N^{\theta }\right).}
Здесь {\displaystyle \gamma } — постоянная Эйлера — Маскерони, а для {\displaystyle \theta } Дирихле получил значение {\displaystyle {\frac {1}{2}}.} Этот результат многократно улучшался, и в настоящее время наилучший известный результат {\displaystyle \theta ={\frac {131}{416}}} (получен в 2003 году Хаксли). Однако наименьшее значение {\displaystyle \theta }, при котором эта формула останется верной, неизвестно (доказано, что оно не меньше, чем {\displaystyle {\frac {1}{4}}}).
При этом средний делитель большого числа n в среднем растёт как {\displaystyle {\frac {c_{1}n}{\sqrt {\ln n}}}}, что было обнаружено А. Карацубой. По компьютерным оценкам М. Королёва {\displaystyle c_{1}={\frac {1}{\pi }}\prod _{p}\left({\frac {p^{3/2}}{\sqrt {p-1}}}\ln \left(1+{\frac {1}{p}}\right)\right)\approx 0{,}7138067}.

## Обобщения
Понятие делимости обобщается на произвольные кольца, например, целые гауссовы числа или кольцо многочленов.